# Shimmer Lake
Shimmer Lake è un film del 2017 scritto e diretto da Oren Uziel.
Raccontato a ritroso, il film è incentrato sulle indagini di uno sceriffo su una rapina in cui è coinvolto suo fratello.

## Trama
Dopo aver compiuto una rapina, Andy Sikes è in fuga con una borsa piena di soldi ricercato da suo fratello Zeke, sceriffo della cittadina di  Shimmer Lake. Con l'aiuto del suo vice e di due bizzarri agenti dell'FBI, lo sceriffo indaga su questa intricata vicenda, in cui sono coinvolti anche un'ex promessa del football locale, Ed Burton, sua moglie Steph e un giudice Brad Dawkins, nonché proprietario della banca rapinata.

## Produzione
Le riprese sono iniziate ad ottobre 2015 a Toronto.

## Distribuzione
Il film è stato distribuito sulla piattaforma di video on demand Netflix il 9 giugno 2017, in tutti i paesi in cui il servizio è disponibile.